# Undercover - L'infiltrato
Undercover - L'infiltrato (Enquête sur un scandale d'État) è un film del 2021 diretto da Thierry de Peretti.
È tratto dal libro-inchiesta di Hubert Avoine ed Emmanuel Fansten L'Infiltré (2017), su di un caso giudiziario che ha visto protagonista nel 2015 il commissario di polizia francese François Thierry.

## Trama
Nell'ottobre 2015, subito dopo un maxi-sequestro di cannabis avvenuto a Parigi, Hubert Antoine, ex-agente della narcotici sotto copertura, contatta Stéphane Vilner, un giovane giornalista di Libération, rivelandogli di avere prove schiaccianti che coinvolgerebbero nell'affare un ufficiale di polizia di grado molto elevato.

## Riconoscimenti
- 2021 – Festival internazionale del cinema di San Sebastián
  - Premio del jurado a la mejor fotografía a Claire Mathon
- 2023 – Premi César
  - Candidatura per il miglior adattamento a Thierry de Peretti e Jeanne Aptekman